# 하환신용장
하환신용장(荷換信用狀)은 은행이 수입업자의 의뢰로 선적 서류가 붙은 환어음에 대하여 그 신용을 보증하기 위하여 발행하는 보증장이다. 또, 선적 서류가 붙지 않은 환어음에 대하여 신용하는 것을 무담보 신용장이라 한다.